# P-40戰鷹戰鬥機
P-40戰鷹式戰鬥機由柯蒂斯-莱特公司（Curtiss Wright）以該公司設計生產的P-36戰鬥機機體，搭配上艾利逊发动机公司研製的V-1710-19液冷式發動機結合而成的新戰鬥機。就性能而言，P-40與1940年代初的軸心國戰機相比顯得較平庸；然而它是1941年美國正式參戰時唯一已經進入量產階段的單座戰鬥機，因此本機除了美軍自用外，也大量軍援給各同盟國使用，成為二戰初盟軍奮戰的象徵性機種。1944年11月P-40停產，總共生產了13,738架，在美國戰鬥機生產記錄中排名第3；所有的P-40都在紐約州水牛城（布法罗）工廠生產。
P-40較為人知的戰績是在東亞戰場締造，由美國飛行員陳納德成立的空中傭兵部隊—飛虎隊在二戰初日軍攻勢摧枯拉朽之際，駕駛著P-40戰鬥機與鋒芒正盛的日軍交手並多次贏得勝利，其發動機下顎漆上的鯊魚嘴成為宣傳中廣為人知的P-40塗裝象徵。
第二次世界大战之后，柯蒂斯-莱特公司停止生產飛機，轉型飛機部件生產，最终1950年卖掉布法罗工厂，完全离开布法罗，一號廠现在是一所学校，学校校徽模仿了柯蒂斯-莱特公司标志的飞行的翅膀，二号厂现在是布法罗国际机场，长期停车场的17-18排路边是1942年坠机事故发生地，留有纪念牌。

## 研發起源

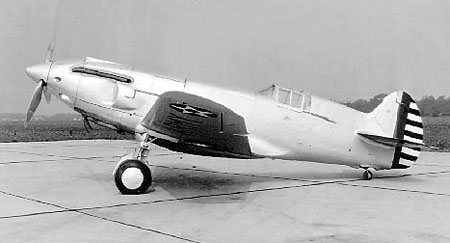
寇蒂斯YP-37，該機的研發成果直接轉用於P-40上

P-40開發是衍生自P-36的量產計畫，雖然美國陸軍航空隊因應世界局勢複雜下訂購了一批P-36取代舊型戰鬥機，但對該機性能並不滿意；因此陸軍航空隊在1937年斥資要求寇蒂斯開發一架裝有V-1710發動機、渦輪增壓器的P-36，該機開發代號為YP-37，寇廠使用了標準的75型機身改裝。
1937年4月，YP-37首飛，創下在6100公尺高度達到時速547公里的紀錄。裝備渦輪增壓器與液冷引擎後，前機身的空間已經大部分被占用殆盡；因此引擎冷凝器移到兩翼翼根。但就外觀來看很明顯受限於機械結構，YP-37仍缺陷重重，不太可能服役使用；即便美國陸航仍持續投資，但寇廠另外以同樣理念設計出一款簡化版的機種，為P-36家族第十款衍生型機種，該機即為P-40。在1930年代末期完成測試的V-1710 C系列不僅輸出曲線穩定，其最大輸出達1000匹馬力標準，等同於P-36運用之R-1830系列，且汽缸數更少、正面投影面積也較小；根據寇廠初期計算，換用輸出動力相等卻又降低空氣阻力的液冷引擎飛機會比比裝設星型引擎的P-36增加5%的速度。P-40由設計P-36的飛機工程師唐納文·瑞斯·柏林（Don R. Berlin）負責，寇廠利用10架P-36的機身改裝，新機型於1938年10月14日在水牛城試飛，測試飛行員為寇帝斯試飛員愛德華·艾略特，首架試飛的XP-40引擎冷凝器配置設於後機身。
不過，XP-40的飛行表現實際上讓人大失所望，理論上能讓機體更為流線的液冷引擎卻被其它增加配件給拖累，導致XP-40極速只達到每小時507公里（315英里），大部分狀態的飛行極速只有482公里（300英里），與P-36極速相同，增加的呆重還讓XP-40失去P-36以往的靈活操作特性。但是，這架戰機繼承P-36的堅固設計仍得到陸軍航空隊戰鬥機計劃處辦公室（ Fighter Projects Officer）副主任Benjamin S. Kelsey的護航，當時他向記者表示這架飛機極速未來仍有增加100英里（160公里）的潛力；雖然寇蒂斯的工程師已經在實施改善液冷散熱器開口的工程，但為了拯救這架飛機，Kelsey要求將XP-40實機拉進美國國家航空諮詢委員會的大型風洞測試，藉以評估如何優化氣動力構造、降低阻力。從1939年3月28日至1939年4月11日，XP-40在該地進行相關測試；同時間寇蒂斯工程師重新設計了液冷引擎的乙二醇散熱裝置，將這項零件移到了引擎下方，散熱器進氣口同時也整合入潤滑油冷卻裝置，減少進氣口帶來的阻力增加問題。在NACA的測試協助下，XP-40重新設計了起落架艙蓋、整合式排氣歧管，經過這些改良後，XP-40從威爾伯·懷特機場飛回水牛城的寇蒂斯工廠時，實際飛行極速已經提高到每小時570公里（354英里），隨後該機通過測試開始量產；1939年12月測試時，P-40曾達到587公里（366英里）的極速。

## 生產型號
在水牛城工廠量產的P-40並非集中在單一工廠製造，寇蒂斯公司將機翼與機身在個別工廠製造，再由專用運輸卡車運到8英里外的機場進行最後組裝與交機。

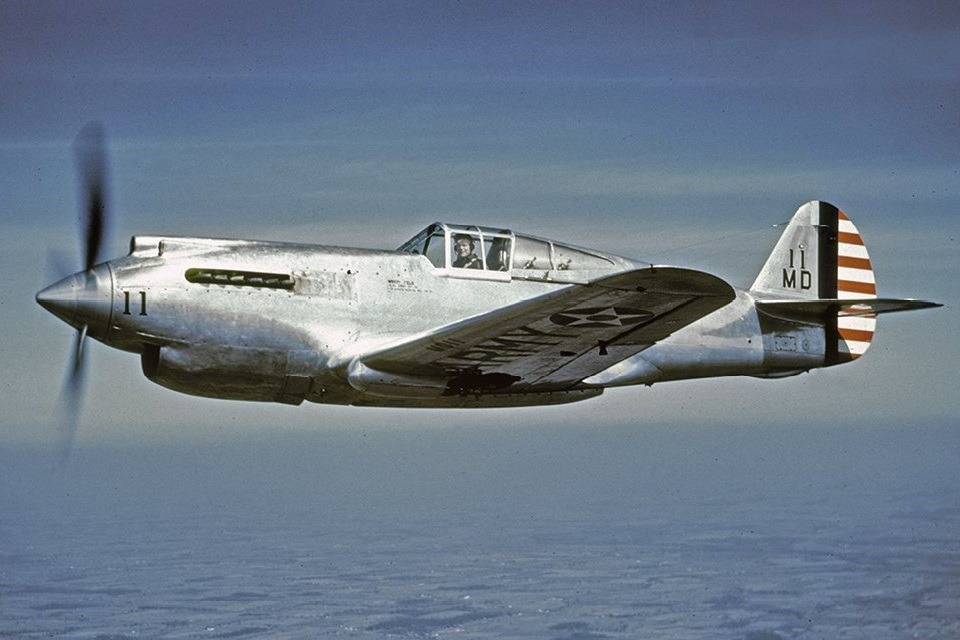
XP-40原型機，該設計已經過修正，將引擎冷卻器移動至機鼻下方

### XP-40
在1938年10月試飛的原型機。

### P-40/戰斧I
第一批次量產的P-40機系，公司代號Hawk-81A-1，生產340架；主要武器為2挺0.3英吋機槍、2挺0.5英吋機槍，無防護裝甲、自封油箱。
1939年，在歐洲全面捲入戰爭前夕，美軍已經意識到武力升級迫在眉睫；當時陸軍航空隊提出多種新型戰鬥機競標案，新戰鬥機的設計要求要引擎必須匹配渦輪增壓器獲得卓越的高空性能表現，1939年的競標案勝出者後來也都成為二戰美軍主力機種，包括單引擎的P-47、雙引擎的P-38；當時正測試中的P-40在競標者中性能顯得平庸無力，但是對寇蒂斯來講優勢是時間。在當時，所有競標者的方案都還停留在設計圖上，只有寇蒂斯因為大量沿用P-36的生產設備因此可以在最快時間內交付實機，這個優勢讓寇蒂斯比其它競爭者可以提前一年交付美軍飛機提供戰力基礎。理解時間不充裕的美軍，決定同時進行兩個方案，也就是開發新戰機，同時也採購墊檔用的戰機因應戰力擴充之需。1939年4月26日，美國陸軍向寇蒂斯訂購524架Hawk-81，這在當時是美國陸軍航空隊建軍以來採購數量最大的一批訂單。
美軍版P-40在1940年4月4日首飛，使用XP-40最後測試的V-1710-33 (C15)發動機（離陸輸出功率1,040匹馬力），機身製程換用平齊鉚接法（Flush riveting）降低阻力，機體空重2,438.5公斤、一般起飛重量3,078.5公斤、最大起飛重量3,272.6公斤，武裝為機鼻2挺0.50英吋機槍、機翼2挺0.30英吋機槍，無外掛硬點；飛行性能最佳表現在15,000英呎空域，可達574.5公里（357英里）、爬升到該高度需時5分12秒；在402公里（250英里）時速下續航力可達1,528.8公里（950英里）。
P-40並沒有投入實戰，其中一架改造為偵查用的P-40A、44架改造增強武裝稱P-40G、其餘改造為RP-40。
P-40推出後很快受到國外買家重視，法國在1939年5月10日訂購了140架，一部分儀電設備更換為法國製品；由於美軍在簽訂前200架購機合約後有刻意拖延後續購機簽約現象，致使寇蒂斯在1940年起優先處理法國訂單，在1940年4月法國訂購的P-40已開始出廠，原定於1940年6月6日交機，因政局變故這批飛機在1940年6月決議轉移給英國，英國將它們稱為戰斧I，為了接收這批飛機因此又再度拆改，主要改裝是將機翼0.3英吋機槍改用英規0.303英吋機槍統一後勤，0.5英吋機槍則保留；因為缺乏火力，防護性能也欠佳，招致英軍詬病。最後這批飛機只完成法國訂單及美國的第一批合約。

### P-40B/40C/戰斧IIA/B

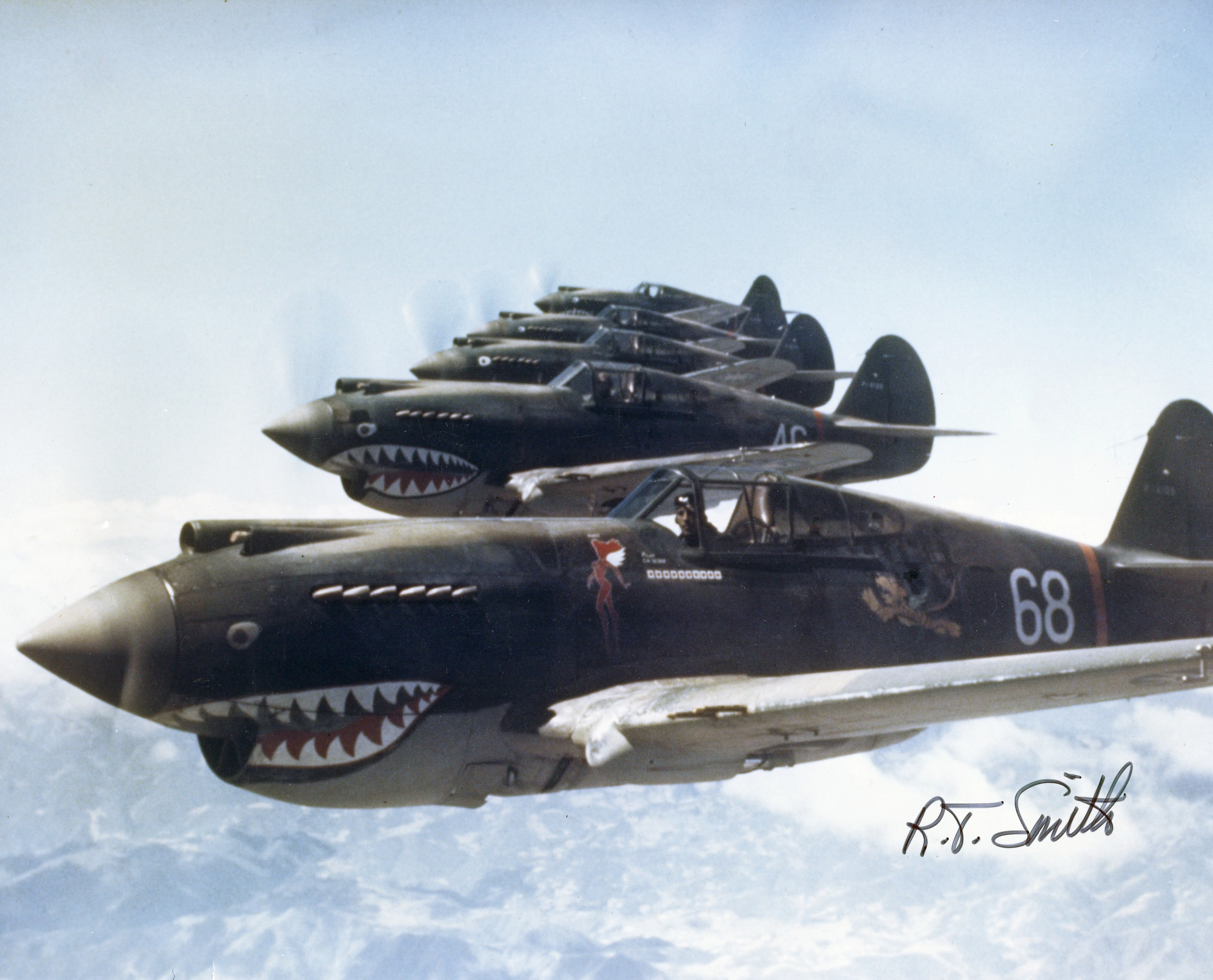
1942年拍攝的飛虎隊戰機，機鼻機槍很明顯的特徵

第一批次量產軍援給海外盟邦的P-40機系，生產自1939年到1942年，包括蘇聯、英國、中國均有獲援，蘇聯的軍援機是由英國接收的戰斧IIB轉手取得；外表特徵特色是發動機整流罩裝有機槍，發動機罩與散熱進氣口較小。
本型號的P-40吸取了英國對戰斧I型的批評，武裝有機翼上的4挺0.30英吋機槍，發動機整流罩上方增裝2挺0.5英寸的M2重機槍。不過最早的戰斧IIA仍維持未裝設防護系統的設計，因此英軍拒收，這批為數100架的飛機後由中華民國購入。在戰斧IIA（P-40B）起，配備裝甲、防彈玻璃、部分的燃料系統加固；戰斧IIB（P-40C）時，換裝容量609公升的改良式自封油箱提供燃料系統的全面防護、增加對地武裝掛架，機腹掛架亦可增裝1具容量236公升的可拋式副油箱。
P-40B的運動性評價當時算是高水準，特別是滾轉能力出眾，在P-40家族中也算是比較靈敏的一個型號；在3,000公尺以下低空仍能與軸心國的同期主力，如Bf109E一搏。問題是沿用自原型機的V-1710-33引擎輸出只有1,090匹馬力，動力表現普通，而且僅有一級一速機械增壓的引擎在超過3,000公尺以上的高空輸出下降太快，難當重任；而C型以後為滿足客戶對於多用途與生存性的需求增裝配件造成機體空重增加，飛行性能惡化。就英國在第一批次量產機種的飛行性能表現經驗歸納，戰鬥重量3,400公斤級的戰斧IIB的極速只剩下563公里（350英里），甚至有345英里的數據，總和機動性不如其它Hawk 81系列；火力與防護力又不如後期型號，只是種勉強堪用的型號，蘇聯甚至會將軍援的P-40C翼上機槍拆除1对以降低機體空重。
到P-40C時，Hawk 81系列的改良容餘已經趨於極限，但是強調多樣化任務、增強防禦等設計需求成為下一批次P-40的設計重點。而大部分在國外服役的P-40B/C在1942年中就被野馬式取代。

### P-40D/40E/小鷹MKI/IA
第二批次量產的P-40機系，改稱Hawk 87系列。Hawk 87系列為寇帝斯以開發失敗的XP-46戰鬥機部分技術改良的P-40，比較重要的技術為輸出功率達1,150匹馬力之V-1710-39發動機，搭配新的機械增壓器可以維持到3,560公尺高度仍有足夠動力輸出；新衍生型發動機的設計雖然在緊湊的體積下升級引擎動力，但冷卻能力需求也增加了，因為配合新的冷卻設計增加空間，Hawk 87系列把機鼻整流罩整個放大改造，取消了機鼻機槍。
得到了更多動力後，Hawk 87系列增加更厚實的駕駛艙防禦裝甲、自封油箱，且機翼武備統一升級成0.5英寸的M2重機槍，投射火力仍維持4挺設計，並未因取消機鼻武備空間而削弱。也由於87系列增強駕駛區域的防禦，因此飛行員可以對耐戰損性較差的軸心國戰機（尤其是日本系機種）執行被彈風險大的迎面對射戰術，爭取戰術優勢。
P-40D生產兩批，分別為美國陸軍航空隊訂單，這批只有22架，於1940年9月下訂。但英國在美軍打V-1710-39主意之前就被寇廠推銷採購一款使用該型發動機的Hawk 87系列，這批戰機稱為小鷹MKI，技術規格與比照P-40D標準，英國最後簽訂560架採購訂單，但實際僅有20架交機，其餘訂單亦被轉單至小鷹MkIA；這批戰機雖然可靠性、生存性在過剩的強韌結構協助下進一步提升，但也因此呆重過剩，運動性比起先前型號相形下降。

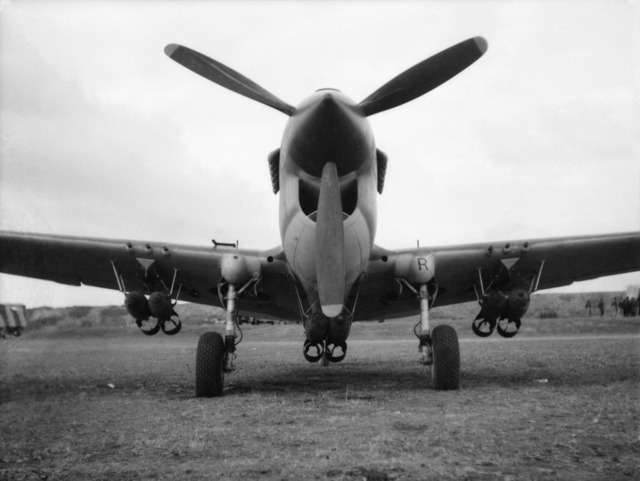
P-40從P-40E開始武裝成為6挺M2重機槍

P-40E則是由美國陸軍航空隊要求而生，1941年2月18號美軍要求將P-40D的武備增裝至6挺機翼0.50機槍、機下派龍架增為3具，共可外載1,500磅的各式炸彈，機身防禦裝甲增重至79公斤。隨後在1941年5月起美國開始訂購首批420架的P-40E-1，並且以租借法案援助英國及蘇聯，英國將E型機稱為小鷹MKIA。最後P-40E系列生產了 2,320 架。若不考慮寇帝斯以極短時間的緊急動力壓榨出的帳面表現，依照使用者的測試和評價所言，強化武力與掛載標準而增加阻力的P-40E的飛行性能較P-40C / D 都更為低劣：E型機的起飛重量因大幅增長到3,814公斤，引擎馬力不足的現象較其它型號更為嚴重、阻力也偏高導致動能消耗快，很容易就陷入沒速度又沒高度、無法機動的處境。E型機也是P-40系列續航力末位，僅有1,529公里。雖然E型機動力較弱，但火力、防禦和俯衝性能在同時期產物中則相對處於較高水準，在空戰中貫徹"一打就跑"戰術、或以縱向梯隊輪番攻擊的話表現尚稱不惡，對地掃射的威力與生存性也令人信賴。

### P-40F/小鷹MkII
在本型號以前的P-40，受限V-1710設計只有一級增壓器，且艾利森發動機公司無法抽出額外人力設計新型增壓器之故，P-40飛行優勢圈只限1萬5千英呎以下。
在美國陸軍航空隊介入下，寇蒂斯取得英國勞斯萊斯的梅林28型12汽缸液冷活塞發動機改裝在P-40D機身上，原型稱為XP-40F；梅林28型海平面輸出功率1,300匹馬力、高度5,640公尺（18,500英呎）時輸出功率仍有1,120匹馬力，但是該發動機仍然只配備一級二速增壓器，雖然減緩了高空動力流失速度讓P-40性能可擔負20,000英呎以下空層戰鬥，但就提升高空性能的表現上仍舊相當遺憾。但寇蒂斯的需求被英國得知後，英國開始擔心梅林引擎的製造量不夠英國和美國使用，阿諾德則是擔心艾利森無法供應足夠的V-1710給美軍擴產戰機使用。兩邊各自有自己的憂慮時，尋找第三家供貨商成為共識；在1940年9月13日，帕卡德公司獲得發動機承包，為英國生產6000部、美國陸軍航空隊生產3000部梅林發動機。派卡德得到生產授權生產的梅林發動機美軍編號V-1650，梅林28型編號V-1650-1，雖性能不如預期，但仍為將來P-51使用梅林引擎打下基礎。
第一架P-40F在1941年10月試飛，P-40F和P-40D外觀主要差別是F型取消引擎整流罩上方冷卻通道，稍微減低了阻力係數，以今日能量機動性的角度而言，較低的阻力利於存速 - 也就意味著較低的速度損失，對保留空戰能量小有助益(這也是單純以翼負荷或馬力負荷無法解釋P-51之所以強的諸多原因之一：因P-51擁有二戰參戰機中最低的阻力係數，較高的存速與能量保持率使其迴旋率甚佳)；P-40F最高時速可在20,000英呎（6,060公尺）高度達到585.8公里（364英里）表現，速度上較P-40E要好一些，最佳飛行高度圈則有小幅改善，但改裝梅林引擎的重量卻抵銷了輸出增加的優勢。即使如此，雖然性能提升有限，但改進後的P-40F在15000呎以下高度仍能勉強抗衡Bf-109F這等1941年推出的提升機型。第一批生產的P-40F-1計有699架，第700架起的F-5批次起，因應發動機出力提升增大的扭矩P-40F後段機身拉長65.33公分（25.72英寸）以改善橫向穩定性，即所謂"長胴型"，之後的版本皆開始以長機身規格量產。F-10批次後，加裝電動襟翼。F-15批次（量產200架）則是針對高緯度寒帶進行特製，改良在低溫環境下的操作妥善。自F-20批次後更換氧氣供應裝置。P-40F最後共生產1311架，交貨時間從1942年1月至1943年1月，其中英國皇家空軍以租借法案方式取得150架的P-40F-1，英方將它們稱為小鷹MkII。
美國實驗即使同樣裝備只有一級增壓的V-1710發動機，三款當時主要量產的單引擎戰機：P-51 (NA-91)、P-39D和P-40E之中，P-51幾乎擁有全部的優勢，能主動選擇交戰與否，格鬥性能上三者則難分軒輊，即使P-40F更換引擎也未能改變這個實驗結果。不過P-40F長時間格鬥下能以些微優勢成為三者之中最佳，也只能證明她在低空運動性能差強人意，和原本需要的高空性能已經無法搭配。P-40F雖能有限度抗衡納粹德軍的BF109E ，但面對後者的新型號BF109F及新戰機Fw190A則幾乎陷入一籌莫展的處境：因為幾乎所有的自身優點都與對方重疊而對方更強，對方的弱點恰恰也是自身的弱點 而自己更弱。也就是所謂的"對戰相性"上被剋。 P-40F對Fw-190那不明顯的迴旋性優勢對改變戰局幾乎毫無幫助，因為同一時期 迴旋性明顯更佳的噴火Mk.V也難以抵擋Fw190A的優勢。在BF109F、Fw190A漸漸普及於歐洲與北非戰場後，P-40F立刻就徹底退至二線位置，不再涉入第一線高強度作戰。但是在北非戰場上，直到火炬作戰時自由法國軍仍使用著P-40F在前線奮戰。

### P-40G
本型機是由早期生產的Hawk 81-A2（戰斧IIA）改造而來，英國拒收的Hawk 81-A2雖有部分被中國採購，但仍然有一小批沒人認領；美國陸軍航空隊將這批飛機修改回7.62公厘機槍武裝、配備自封油箱與防彈裝甲。雖然增設防護設備，但維持輕武裝配置的結果讓本機型全備重量只有3,273公斤，空重更只有2,439公斤，是整個Hawk 81家族中最輕盈的機型，在機動性、續航力表現上也不遜於後來的機型。惟火力過於虛弱，無法適應1941年時期的空戰需求。
第一架接受改造的戰斧IIA機體編號P-49 39-221，1941年出廠，代號XP-40G。後續有43架同型機接受改裝；這批機型有16架在1941年10月移交給蘇聯，其餘留在美國的同型機在之後被重新定名為為RP-40G，但這個R編號並不是代表偵查，是作戰運用限制（Restricted from combat use）

### P-40J
以P-40E為母體，整合渦輪增壓器的高空戰鬥用型號；但本型機並未完成原型，研發在1942年5月停止。

### P-40K
儘管從P-40F引進梅林引擎，但好引擎仍然是被所有戰鬥機青睞的對象，性能不夠優勢的P-40能分配到的數量有限，寇廠只好繼續在V-1710家族上努力精進。
P-40K是以P-40E-1批次機體為藍本，更換出力更好的V-1710-73 (F4R) 發動機。該型引擎海平面輸出動力1,325匹馬力、3500公尺高度時輸出仍有1,150匹馬力，除此之外增壓器有了自動變速機能；機體配置上為提高安定性而在垂直尾翼前緣安裝弧形鰭狀套件。
本型機尚未研發完成前，在1941年9月28日即得到美國首肯，援引租借法案供給中華民國600架，寇蒂斯原本預定讓P-40K成為最後一個生產的P-40家族，因此只略修了一部分空氣動力設計，並不打算大規模改良；寇廠的計畫是將產線轉換為P-60戰鬥機，但P-60在技術展示時的失敗表現提前為寇廠下一代戰鬥機劃下休止符，致使後續開發上出現斷層；因此P-40K在1942年6月決定增產到1,500架，量產機在1942年8月出廠，交機時間從1942年8月至1942年底。

P-40K-1-CU到P-40K-5-CU批次的K型機，機身仍使用E型機設計，P-40K-10-CU以後的機型在後段機身使用延長尾段的長胴型去抵銷發動機提升推力後帶來的力距增加問題。P-40K的廠商宣稱性能在高度1,520公尺（5,000英尺）極速為515公里（320英里）、高度3,560公尺（15,000英尺）極速為582公里（362英里）、爬升到15,000英尺需7.5分鐘，勉強恢復回P-40D型以前的飛行極速表現。但是中國戰場的使用經驗顯示即便在最優勢空域（12,000-15,000英呎），K型機最佳極速仍落在555公里（345英里）這個區間，稍優於英國測試的P-40E數據，但沒有本質上的差異。
K型機大部分由太平洋戰區的美國陸航與中華民國空軍使用，但有192架P-40K-1提供英國皇家空軍、24架提供巴西、9架P-40K-1提供加拿大皇家空軍、4架供給澳大利亞皇家空軍。
編號42-10219的P-40K-10-CU後更換V-1710-43發動機，作為P-40家族後續精進研發的驗證機，該型機重新設計發動機整流罩及散熱器佈局，後改稱XP-40K。

### P-40L/小鷹Mk IIa
公司編號Hawk 87-B3，設計自P-40F-5-CU批次改良；V-1650發動機使用的一級二速機械增壓雖然提升了部分高空動力優勢，但英國希望更具空戰優勢的P-40，因此在1943年生產的P-40F獨立出一個新型號，朝空戰專精演化的P-40L。生產集中在1943年，計生產700架，其中有330架由租借法案授權移交給英國皇家空軍。
P-40L-1批次（產製50架）的燃油系統與硬體配備與P-40-F-5批次相同，自P-40L-5-CU批次起，P-40L實施部份的重量減輕調整；包括摘除2挺主翼機槍、機槍彈藥自原先單挺240-312發削減為201發、摘除翼前油箱減少31加侖內載燃料，實施後P-40L減輕了約250磅(113公斤)的機體重量；也因為只用拆裝備減重，故本型機被戲稱為吉普賽・羅斯・李-一位當代美國知名的脫衣舞孃。P-40L雖然精簡了一些重量，改善了部分加速性及爬升速度，但整體性能沒有顯著改善，標準型P-40L在標準優勢空域極速較F型時速快上4英里（6公里），並讓優勢空域提升到20,000英呎左右，有些極端一些的飛官還會要求繼續拆到只剩2挺機槍，這時候的P-40L極速可以592公里（368英里），這種極端版勉強可在優勢空域以內和1943年非洲戰場常見的Bf 109F／G互角。
刪減重量帶來的優勢並沒有被多數飛官讚許，飛官認為如此犧牲之下僅僅得到不明顯的性能增益，反而失去了P-40系列最重要的優點，得不償失。英國在北非的P-40L很快地在1943年便結束使用；美軍使用一部分後移交給自由法國空軍，自用機因1943年後V-1650-1產線朝V-1650-7（梅林66，換裝二級二速機械增壓）調整，在產能優先提供給P-51D的前提下P-40F/L機隊出現料件短缺問題，在P-40以屈居二線且P-40使用者多傾向寧可犧牲性能換取飛機可靠性／實用性（V-1650可靠性和抗損性不如V-1710發動機），1943年起至少有53架P-40L有部分更換為V-1710-81發動機解決後勤障礙，實際可能更多。更換引擎後的P-40L代號重編為P-40R-2，不再作為戰鬥用途。

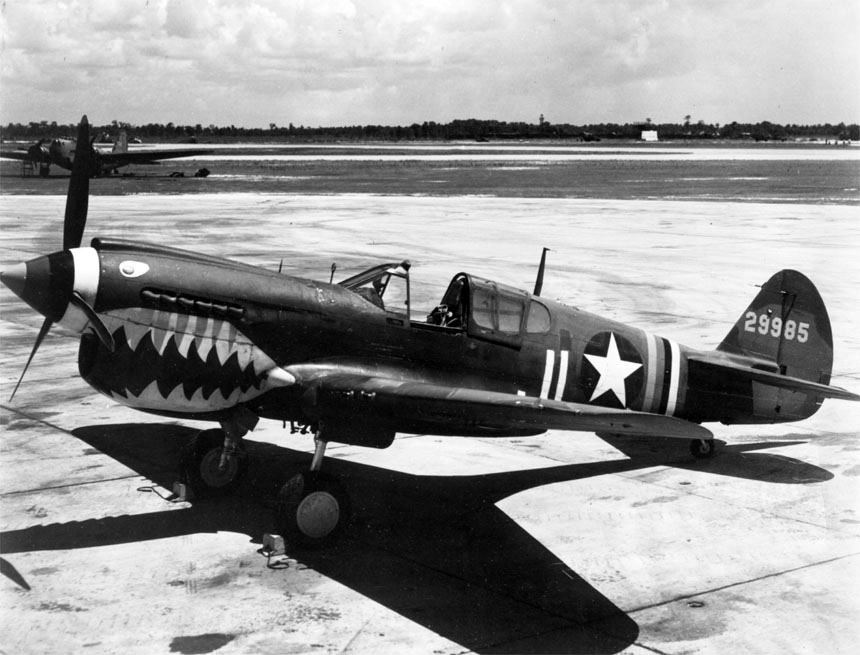
P-40K為P-40E小幅度修改的型號

### P-40M/小鷹Mk III
由於1943年之後，無論英國或是授權生產的派卡德公司都無梅林引擎產能可供給寇廠，寇蒂斯只好繼續改良現有機型。
1942年下半年，寇蒂斯以P-40K-20-CU批次機型設計，更換V-1710-81(F20R) 引擎。該型引擎海平面輸出雖只有1,200匹馬力、輸出峰值不如K型的73型引擎，但因運用了一級二速機械增壓，輸出曲線較為穩定，到5,273公尺（17,300英尺）仍有1,125匹馬力輸出。M型的極速是每小時579公里（高度6,096公尺），飛行性能雖仍普普通通，且整體推重比是P-40家族中最低的一型，但是P-40E／K／M操作國家，諸如在南洋的RAAF、中國戰區的AVG或西伯利亞的VVS多半會在野戰維修時改造，讓引擎大幅提高進氣壓以強化出力的前線改裝機。即便受限增壓器設計的先天限制，採用增加引擎耗損來壓榨馬力的改裝對高空性能依然助益有限，但在低空則相當程度彌補了P-40一向不足的動力性能。
P-40M-5批次後，更換引擎化油器、空氣濾清器與更堅固的副翼。
P-40M主要供給海外盟國運用，在1942年11月起出廠交貨，該型號僅量產了600架，在1943年2月完成交機；最大宗使用者為英國皇家空軍與大英盟邦國家，包括澳大利亞、紐西蘭、南非，英國給它的代號為小鷹III型。
寇帝斯公司在Hawk系列上費盡苦心改進，但若非改動量巨大卻進步有限、就是成績尚可但仍輸給其他公司已服役的同等定位主力機，如該公司的X / YP-60各型。

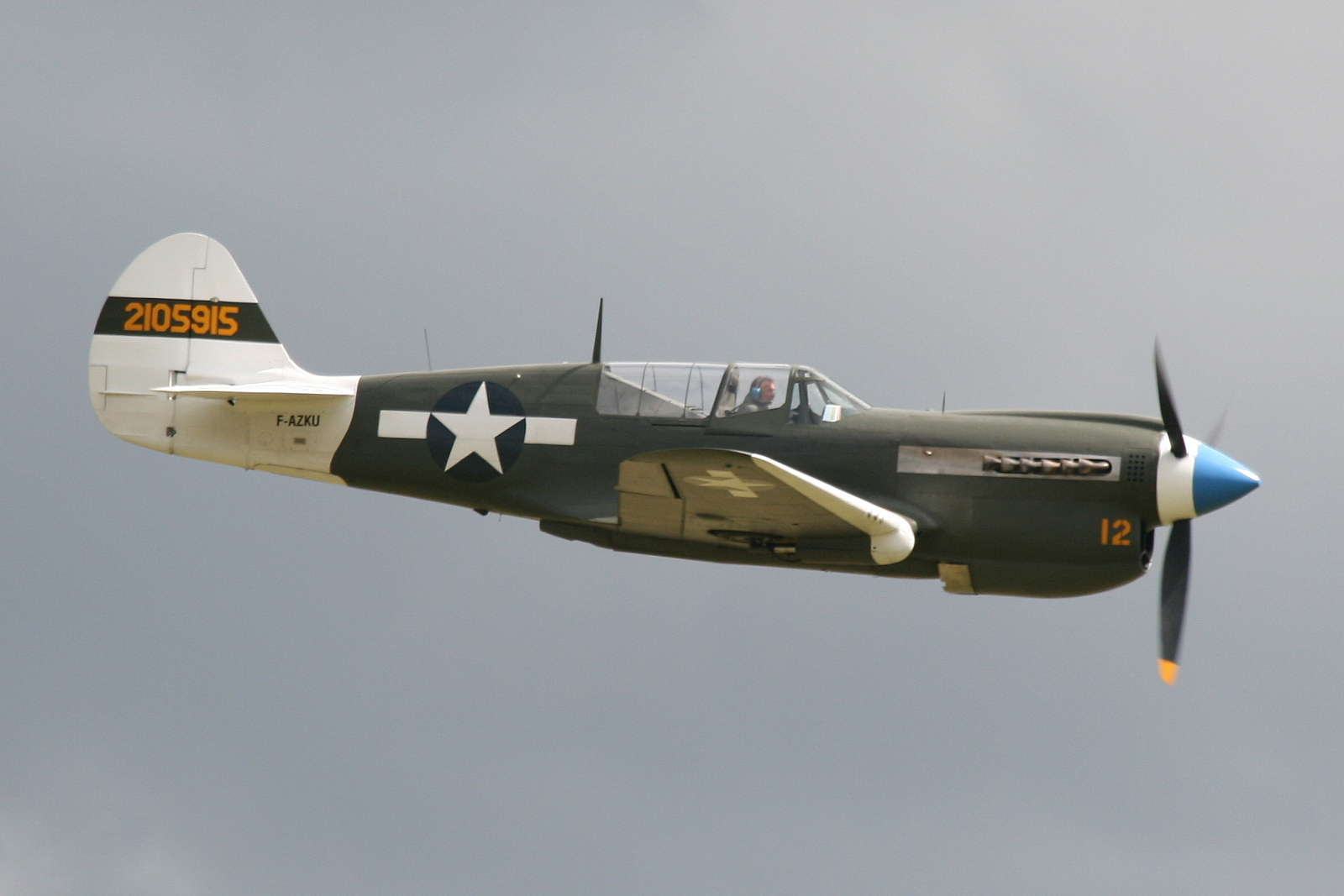
P-40N

### P-40N/小鷹Mk IV/戰鷹
P-40族譜中最後一款，同時也是產量最大的一款亞型，公司編號Hawk-87V，87W，共生產5,520架。
1943年中，同盟國的新型戰鬥機生產均上軌道，前期機型的產線資源分配上便出現困境；寇廠原本持有英國1500架使用梅林發動機的戰鷹訂單，且留了P-40P這個代號，卻沒有梅林發動機的配額可供履約；為了維持生產線，寇廠使用M型的引擎為P-40進行大規模細節優化工程。
大體來說，因為P-40有相當多的機體容餘，野戰部隊也會在駕駛要求下做出一些妥協拆改；如1943年時，前線部隊就將P-40M的機身設備削減、撤除2挺機槍等手段減輕重量，P-40N則是由原廠的角度去做這些拆改。N系列第一批量產型為P-40N-1-CU，1943年3月問世。N-1使用較輕盈的結構設計，在略為削減機體強度的狀況下大幅簡化了生產與維護工時，而且這個犧牲對P-40系列來說相當值得－畢竟P-40一直都有結構強度過剩的批評。機內設備部分，包括重新設計的輕量化起落架與削減機首裝甲佈置、新型鋁製冷卻器替換原先運用的黃銅製散熱器等、降低為122加侖的內藏油箱、保留最低限度的外掛能力，武備減少至4挺.50重機槍。
在各環節都實施嘔心瀝血的「減肥」工程後，P-40N-1空重降回6,000磅 (2,722公斤)，為Hawk 87系列中最輕者，略重於初期的Hawk 81系列。標準作戰重量7,400磅，最大載重4,015公斤（8,850磅）。雖然減重減油，但P-40N-1並未因此犧牲其續航力，靠機內燃油便可飛行1,200公里，甚至優於P-40E。除了續航力與空重，飛行表現上P-40N-1也經過細心處理，達到P-40系列最佳成績；P-40N-1最高飛行極速為每小時608公里（3,200公尺高度），爬升至4572m高度費時6分42秒，升限提高到11,650m，加速性和運動性都明顯改善，而這些都是在未配備梅林發動機的技術數據。雖然高空飛行性能因增壓器設計因此仍舊無解，但是P-40N-1中低空域性能大幅改善，總體飛行性能超越以往任何一款P-40。在中國戰場，P-40N-1與馬力受限的初期型四式戰鬥機對戰時，在動力落差懸殊的狀況下仍然具有優勢的加速性能。
雖然P-40N-1看似飛行性能改良幅度明顯，但是這已經是歐洲西線戰場二至三年前的主力機水準；盟軍側已有高性能的P-51D、P-47D、噴火Mk.VIII / IX / XIV等高性能戰機的時期，靠大幅度減重工程才獲此性能的P-40N-1仍舊只配擔任密接支援與低空戰術偵查等任務。問題是二線任務又不需要這樣子的空戰性能，低空偵查與轟炸掃場時又顯得性能過剩、裝備不足，最後P-40N-1該批次只生產400架，推出配發前線後使用者依然發出了與P-40L當時同樣的抗議：火力和裝甲不得減少、機載裝備和外掛能力是多多益善。導致N型後續批號又回到戰術密接支援為主的設計思維。
接下來N系列中另一個重要的生產批號是P-40N-5-CU，從N-5之後的P-40改裝重點仍在實用性上而不在飛行性能上，N-5擁有改良過的少框座艙罩、且飛行員座椅後方的後機身內部斜切掉一大塊以改善後方視野，此型號往後的P-40N都使用這種座艙罩。N-5批次裝回了過去P-40使用的作戰配置，包括6挺.50重機槍、防護裝甲與新設計的座椅、改良過的SCR-696無線電，外部酬載也得到改善；除機腹掛架外，兩翼下的炸彈／油箱兩用掛架成為標準配備，使本批次的外部酬載能力可達1,500磅，同時為了這些設備，局部機身及起落架也因應強化、增設蓄電池或更大的油箱…等。。恢復支援所需設備之後，以往的減重都成為枉然；N-5的戰鬥重量為3787公斤（8350磅）、滿載重量可達5160公斤，最大載重極速被限制在每小時565公里，實用升限減至9450m，絕對升限亦降至10270m。爬升至4270m高度費時7分20秒。
P-40N-20到P-40N-35批次，換用V-1710-99發動機，雖然功率與81型相等，但發動機導入自動升壓控制機能降低操作複雜性，這幾個批次共生產3022機，乃P-40N產量最大的階段。此時期的P-40擁有系列中最佳的生存性和實用性，但飛行性能與N-5相比只低不高。
本型號最後的生產的批次為P-40N-40，更換功率提高至1,360匹馬力的V-1710-115，更換油箱、自動螺旋槳控制裝置、新型無線電、供氧設備、消焰排氣管，但因為此型號的空重過大，飛行性能依然停滯不前；N-40最後一架離開生產線為1944年11月30日，P-40機型就此停產。

### XP-40Q
1943年起研發，計改裝3架，2架由P-40K（42-9987、42-45722）、1架由P-40N（43-24571）改裝。
1943年時，寇帝斯公司仍期望能繼續延續P-40系列的產線，寇廠以1架測試時損壞的P-40K-10改裝，代號XP-40Q-1；XP-40Q-1更換了使用二級二速機械增壓的V-1710-101（F27R）發動機，離地輸出功率1,500匹馬力、換裝四葉螺旋槳；為了適應新引擎氣動構型，XP-40Q-1將液冷散熱裝置移到機腹，更換較大的主翼（翼展10.8公尺）；XP-40Q-1在1943年6月13日首飛，成果非常不理想，回廠修改後在1943年11月以XP-40Q-2之名重新問世。
XP-40Q-2動力承襲Q-1，但是重新設計液冷散熱裝置，引擎散熱裝置移到主翼半埋式起落架外側、潤滑油冷卻裝置設置在發動機下方；重新設計後部機身以換用淚滴式座艙罩；在XP-40Q-2時主翼、引擎、後機身都幾乎重新設計，除了半埋式起落架外已經很難找到它作為P-40的特徵。然而這種大改的設計讓美軍願意重新檢驗該機潛能，在1943年12月建議寇廠增造2架測試。到1944年3月，XP-40Q-2再度更換引擎，換用同樣是二級增壓，動力強化並增設注水噴射增強緊急動力之V-1710-121 (F28R) 發動機，V-1710-121離地輸出功率1,800匹馬力，6千公尺仍有1,425匹馬力輸出；並且削減翼尖長度。
1944年4月，寇帝斯公司對P-40系列做了最後一次提升性能的努力，在陸航的壓力下向北美公司購買P-51D的設計藍圖與氣動參數，並配合先前在改良各型XP-40K、XP-40N上所累積之經驗，將以往改良幅度有限的P-40氣動構型進行一次根本性的改良。(諷刺的是，當年英方欲採購NA-73方案卻又對北美公司未曾有過戰鬥機設計經驗而不安時，曾強迫該公司購買寇帝斯XP-46的氣動設計作為參考。而當時北美公司透過該批資料就已經確認P-51是全面超越P-40乃至XP-46的設計，作為戰鬥機設計廠老字號的寇帝斯只是吃老本的強行改裝根本比不上北美公司先進的全新設計。 時過境遷，氣動佈局造詣上停滯不前的寇帝斯 不得不向後生晚輩的北美公司取經了)
徹底改造過的新飛機編號為XP-40Q。 該機將（原本位於機頭下方的）液冷散熱器移往翼根，且令人費解的是，其起落架設計仍保留P-40原本在翼下的後收直列半埋式起落架這種不利於氣動優化的守舊構型；而其主機身的氣動布局則有大量借鏡了P-51，包含切尖為平直面的主翼末端、四葉螺旋槳與淚滴式艙罩大致上類似P-51D，但其垂直尾翼與水平尾翼設計仍與末期P-40N基本相同。XP-40Q動力為具備注水噴射系統、二級機械增壓器搭配無段變速裝置、功率提高到1425匹馬力的V-1710-121發動機；由於上述這些氣動與動力設計的發展，P-40在20000英尺以上的飛行性能得以改進。最大速度達到679km/h、爬升至6100m高度僅需4分50秒，升限高達11900m。
XP-40Q測試時武器只搭載基本裝備與4挺.50重機槍，屬輕裝配置，但寇廠聲稱量產時可更換成6挺.50重機槍或4挺20機炮；整體來說，大幅引進嶄新氣動力資料反饋的XP-40Q飛行性能確實不俗，特別是在運動性與機敏性方面超越除了輕量型P-51H之外所有量產型號的P-51 ，可與P-63同列為1944年當時美國陸航最高運動性的戰機。但是在大幅度改良後，XP-40Q與既有的P-40產線共通性已所剩無幾，如需量產，則工廠得做大規模調整，時程磨合上有其疑慮；更重要的是，XP-40Q在高空與高速飛行性能上仍不如P-51或P-47，使本機型不利於適應後續空戰環境的變化，況且（由於機身尺寸較小）在未來高性能化改良的潛力也不如前兩者持續發展的構型，在武裝亦無出色之處，因此美軍評估後決定不繼續投資研發，計畫於焉廢案。
| P-40歷年產量 |      |      |      |      |      |      |            |
| 年份         | 1939 | 1940 | 1941 | 1942 | 1943 | 1944 | 總數（架） |
| 生產量       | 1    | 778  | 2246 | 4453 | 4258 | 2001 | 13737      |

## 諸元 (P-40E)
全長：9.66m
翼展：11.38m
機高：3.76m
翼面積：21.92㎡
空重：2880 kg
作戰荷重：3760 kg
最大起飛重：4000 kg
發動機馬力：1150 hp

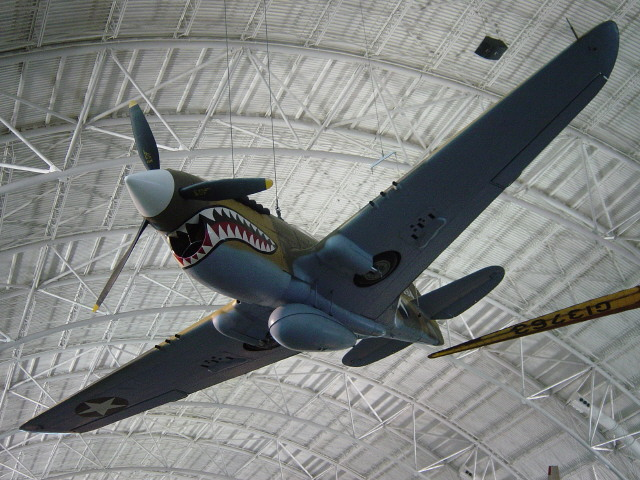
保存至今的P-40E

最大速度：547km/h　(RAF與RAAF早期驗收成績)
　　　　　580km/h　(使用56吋汞柱進氣壓的緊急動力壓榨出1470hp達成。早期此等輸出只有一分鐘時限 否則過熱，實際意義不大。之後時限延長至五分鐘)
巡航速率：435km/h
航程：1100km
實用昇限：8840m／29000ft（輕荷狀態下9327m／30600ft）
絕對昇限：9906m／32500ft（輕荷狀態下）
海平面瞬間爬昇率：10.4m/sec（通常馬力）14.4m/sec（緊急馬力）
標準翼負荷：171.5kg/㎡
俯衝限制：廠商安全限制下的錶速極限 (IAS) 760km/h (超過此限則控制面鎖死而有救不回飛機之虞。本數值套用Hawk 81系列數據，後經實驗修正提高至780km/h)
　　　　　結構與氣動極限的真實空速 (TAS) 951km/h (591mph。寇帝斯廠方試算的理論值，超過此限 過高的應力將使飛機解體。實戰中未曾達到過)
武裝：早期Hawk 81系為機頭兩挺白朗寧M2重機槍(12.7mm)，再加左右機翼各１～２挺白朗寧M1919機槍(7.62mm)
　　　後期Hawk 87系多改為左右機翼各三挺、共計六挺白朗寧M2重機槍。但也有拆除部份機槍以求提升性能的改裝型。唯此類減重改裝多半成效不彰，更多源自在Hawk 81上积累了作战经验的老飞行员，如英、苏、德、日诸多王牌飞行员不愿贸然更换性能提升很多的新型机，以维持操作手感。
最大外部酬載：兩翼下各一枚500磅炸彈 + 機身下一枚1000磅炸彈，共計2000磅=907公斤

## 作戰歷史

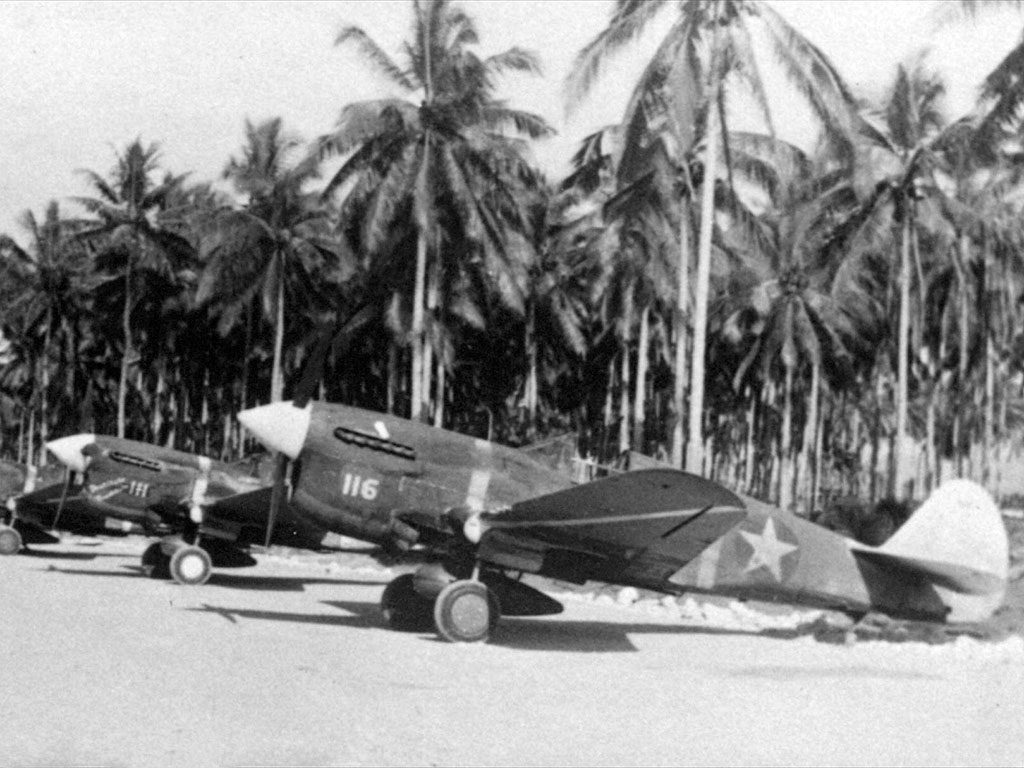
駐守在瓜島的美國陸軍航空軍的P-40

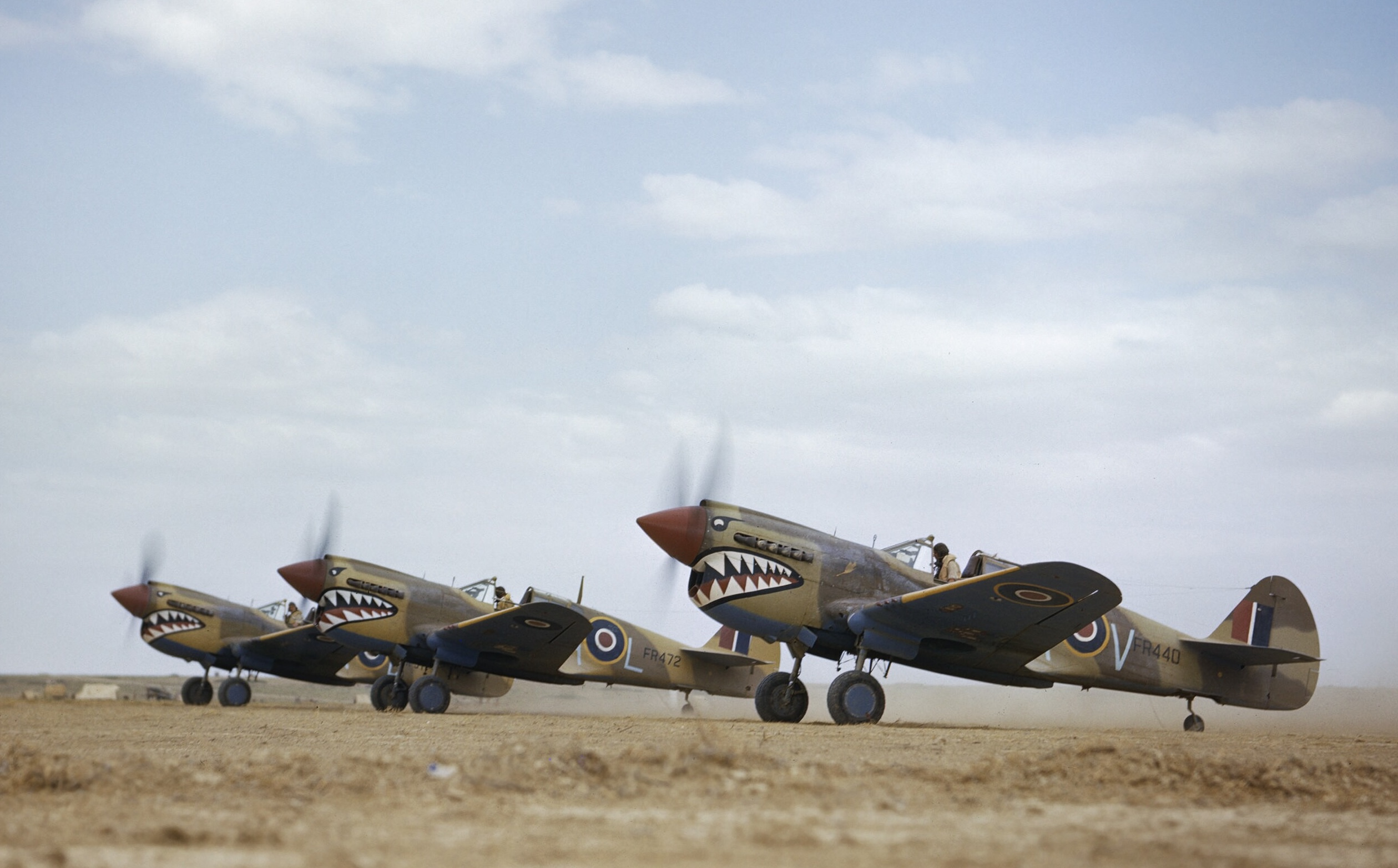
在北非的英國皇家空軍第112中隊是第一批採用鯊魚嘴的P-40

1939年4月，美國陸軍航空隊在歐陸見證了當地一線戰機的流線外型，隨即決心下訂524架P-40以求盡力追上國際先進水準，這讓P-40在太平洋戰爭爆發初期是美國陸軍航空軍的主力機種；隨後，P-40便在1939年9月歐洲戰火引爆時唯一進入量產的最新銳機種，以及美國唯一尚有能力與納粹德國戰機一搏的戰鬥機。其它使用的國家包括英國、法國、中華民國、蘇聯、芬蘭、澳大利亞、紐西蘭等。
雖然基礎設計的前身P-36乃1930年代末期世界各國戰機中最均衡的傑作；但P-40的設計僅是將P-36液冷化，在登場的時間點已屬陳舊，本身性能取向與設計特徵並無突出之處，同時本機體也缺乏新型戰機慣用的自動襟翼與更優良的副翼，且V-1710引擎搭配的一級機械增壓器在超過3,000公尺以上空層輸出驟降，因此P-40家族缺乏高空飛行性能的老毛病一直未有根本性改善，使飛機機動力無法獲得更進一步優化。雖然在俯衝速度及滾轉性能上仍舊不弱於1942年之前的軸心國戰機，但陳納德等早期訓練P-40飛行員的指揮官都會告誡對上日本戰機時不要讓飛機減速進入纏鬥狀態。
不過，P-40具有一定程度的半模組化設計，因此對野戰維修人員來說是一大福音；同時機體為了高度安全性而讓機體結構設計裝有5根翼樑，雖然造成飛機基礎呆重較高的問題，卻也讓這架飛機在空中有更耐粗暴操作的餘裕。
英國皇家空軍飛行王牌Clive Caldwell曾陳述北非戰場的P-40飛行員，有時候甚至會刻意用衝撞方式撞爛軸心國戰機獲取戰績。雖然P-40無法同歐陸或北非等戰場的軸心國戰機進行比拚高空高速性能的對等抗衡，但由於有比BF-109與噴火式更長的續航力，雖然缺乏高空飛行性能、爬升率惡劣的P-40在二戰開戰初期憑藉尚能一用中低空運動性、相對具有優勢的火力與裝甲、強橫的結構，在空戰與對地任務保有一席之地。不過在太平洋戰場，普遍具有高運動性的日本戰機卻讓P-40的運動性難有發揮餘地，又反而需要多利用俯衝性能求取一線生機。
隨著新機種的服役，大多數P-40很快的退居二線或是擔任訓練的任務。

### 北非戰場
英國在北非戰場由沙漠空軍領軍，同時也是英國配備P-40最多的一個區域；1941年初，戰斧I型運交英軍替換颶風戰鬥機，迎戰義大利皇家空軍，然而英國人很快察覺到這批飛機火力與防禦力都存在缺陷，並非理想的機種。戰斧I型的內折半埋式起落架也為皇家空軍帶來一些操作上的習慣磨合困擾。不過，改良的戰斧II型與小鷹等機種逐步配發後，英軍也認可這批美援戰機足以替代颶風式爭奪北非戰場制空權，也由於在北非戰場惡劣天候與環境影響戰鬥，對後勤需求較不挑剔的P-40在這戰場有許多適合運用的空間。
在P-40軍援巔峰期，北非戰場有18個英國皇家空軍中隊、4個加拿大皇家空軍中隊、3個南非空軍中隊、2個澳大利亞皇家空軍中隊運用該家族系列機種。
在北非戰場，P-40族系的性能足以戰勝G.50戰鬥機與MC.200戰鬥機等同期機種，其低空滾轉等機動性亦優於Bf-109E系列，迫使軸心國投入MC.202戰鬥機與Bf-109F系列爭取優勢。由於北非戰場的交戰空域多半在16,000英尺（4,900公尺）以下，P-40的高空動力不足問題相對不明顯，同時因低高度空戰稍微抵銷掉Bf-109的空戰優勢，P-40族系以較佳的水平機動操作與軸心國戰機格鬥尚能有交戰勝利的機會。也由於飛機特性的緣故，初配發時皇家空軍會仍以傳統的盧弗貝瑞圓陣編隊接戰，常遭Bf-109以垂直機動戰術給獵殺；但是在1941年末至1942年初重新檢討空戰編隊，以流動編隊（近似於德國空軍的雙機編隊），並在中隊後安置一到兩組可實施薩奇剪戰術的編組，讓整個中隊以較為鬆散的架構接戰。但是對老練的德國空戰菁英來講仍然很容易得手，因此北非空戰中幾位德國知名王牌戰果多半是獵殺P-40得來。
P-40於1941年7月首次進駐北非戰場參加戰鬥任務，皇家空軍的第112中隊（No. 112 Squadron RAF）是第一個在北非使用P-40的作戰中隊，P-40著名的鯊魚嘴塗裝也是從此中隊開始流傳，鯊魚嘴的來源有種說法是英國人效法德國人將漆在BF-110戰機上的鯊魚嘴漆在自己的飛機上，不論來源為何，這個傳統將被飛虎隊繼承下去，並且更加廣為人知，其中飛虎隊使用自英國轉移的100架外銷型在緬甸與中國戰區協助抵抗日本人的作戰，傳自英國人的鯊魚嘴塗裝也成為飛虎隊的歷史象徵。
在北非戰場的P-40到1942年末期開始由改良的沙漠版噴火戰鬥機替換，至1943年大部分退出第一線作戰部隊。有46位英國皇家空軍飛官在操作P-40的期間獲得王牌飛行員之榮譽。

### 中國與中緬印戰場

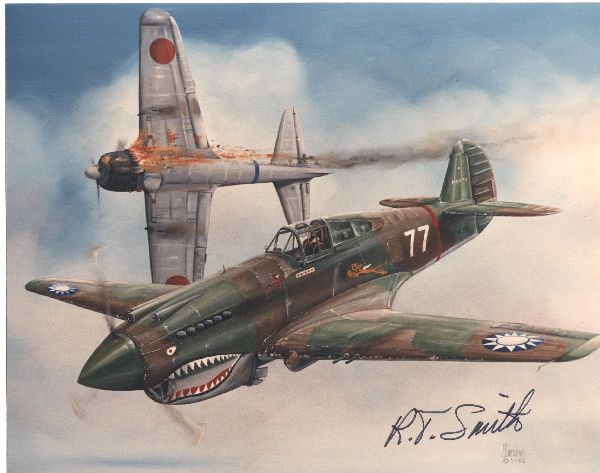
擊落日機的P-40

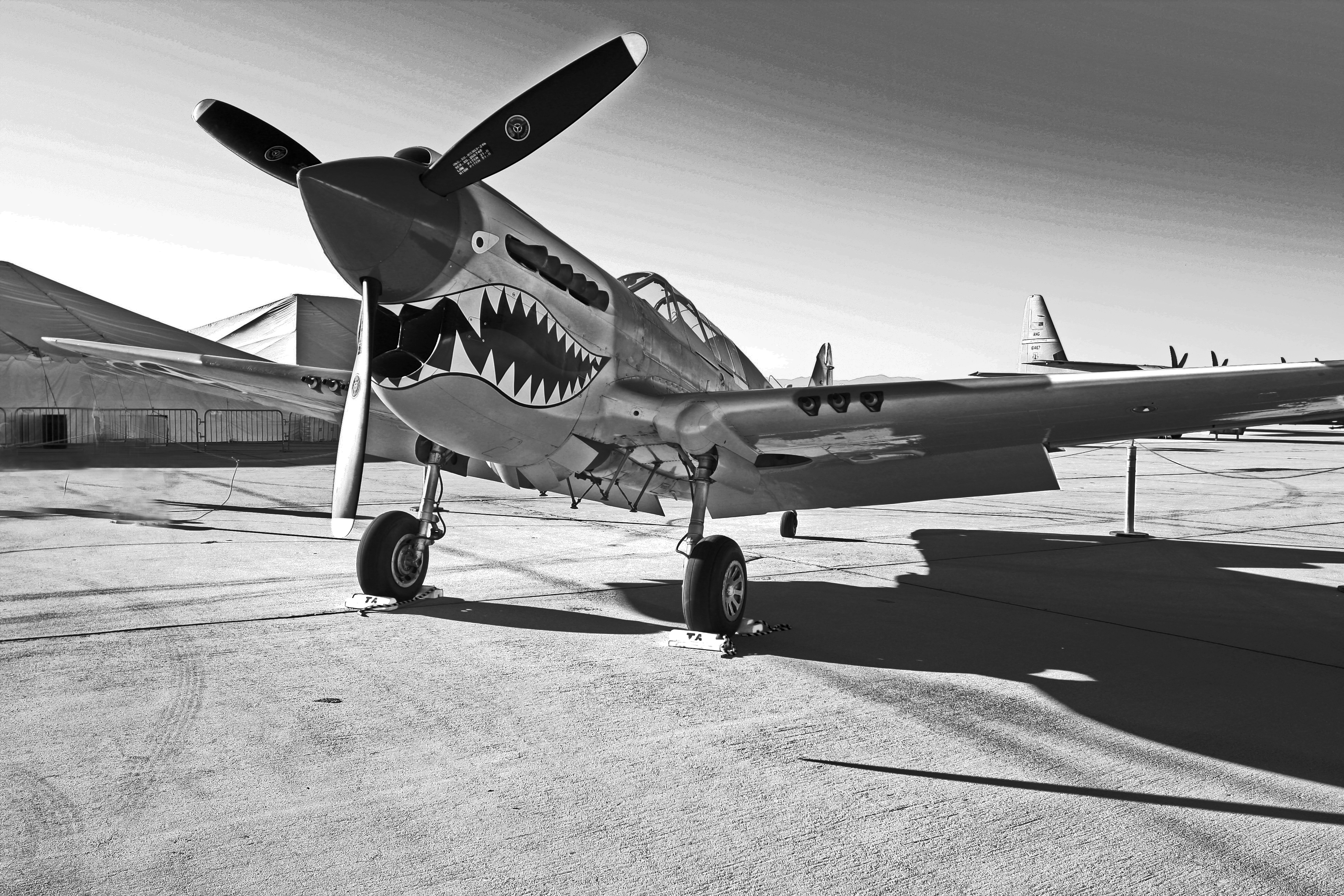
飛虎隊的P-40

在蘇聯採購的戰機消耗殆盡後，美援戰機適時接捕中華民國空軍的缺位，P-40成為當時援華機種的其中一款，到中後期成為中華民國對抗日本空中武力核心；由於中華民國空軍飛行員在1940年測試P-40時對這架轉彎及格鬥性能不如現役戰機的新機種適應不良，最後將第一批美援戰機全部交付給陳納德組成的飛虎隊。該隊P-40機首處通常會畫上鯊魚大嘴和利眼，原本用意是令其狀似鯊魚。此創意是沿用自北非RAF澳大利亞籍部隊P-40的塗裝。關於此塗裝與隊名的傳說相當多，但將當年與事者的證言多方彙整後，最可信者為：長期躲警報的中國百姓看到該隊伍在空中神勇的與日軍交戰並佔據上風，極為振奮，但衡陽附近居民長期居住內陸，不識鯊為何物，見其血盆大口的塗裝，直覺地將之認作 "會飛的老虎"。此恰與成語如虎添翼相符，口耳相傳、以訛傳訛下便成「飛虎隊」。美國志願飛行團的人員聽到這個誤傳反而非常喜歡，既獨特也有中國風味，頗能突顯自身單位的存在感，便傳達給上層並獲得了相同的意見，最終獲得許可後成為對媒體宣傳上的正式名稱，這就是日後揚名海外的飛虎隊名稱之由來。
國府早期獲得軍援的優先順位低於其它主要參戰國家，加上國內無自製飛機能量，為了盡早恢復戰力故吸收了許多美製特規機種，這狀況在P-40上也存在；第一批100架P-40原本是為英國製造的戰斧B型機，但是英國後來拒絕接收，因此將這批飛機轉售國府。這批飛機為配合英國規格，因此製造時便沒有配備無線電、機槍、導航設備，該型號亦無法加裝可拋棄式副油箱與炸彈架，因此主要只能作為空戰運用，因此雖然飛機本身價格並不高昂，國府為此去額外籌措補充戰機所需武備，但部分非標準制式配備，因此增加了戰機的後勤難度，尤以是P-40使用的是自購的RCA-7-H無線電，該裝備穩定性一直遭到使用者詬病。
在國府接手後，這批戰鷹式戰機更換為自封油箱，並且在飛行員座位後方加裝了兩片鋼板增加對駕駛員的保護效果，因此飛虎隊第一批運用的P-40並非嚴謹定義的B型或C型機，而是介於兩者之間的B型改裝版。從飛虎隊起，指挥官陈纳德採用了與苏联近似的俯衝戰術，配合優勢的國土縱深，得以在進入戰鬥前佔據優勢高度，以俯衝射擊、一擊脫離等戰術去獵殺性能弱於己方的日機，締造了確切的空戰勝利，證明了自己的價值；且恰逢日本发动太平洋战争初期，火力較強的日本海航戰機撤離中國戰場，P-40与火力不足的日機（如日本陸軍的一式戰鬥機‧隼）爭奪制空權時，其堅固耐打的機體讓飛官作戰有著更高的生存機率。
但比起空戰勝負，前期更大困擾著中緬印戰場的問題是在零件長期短缺，因此後勤人員常常得從無法使用的飛機上拆卸下各項料件盡可能去物盡其用。

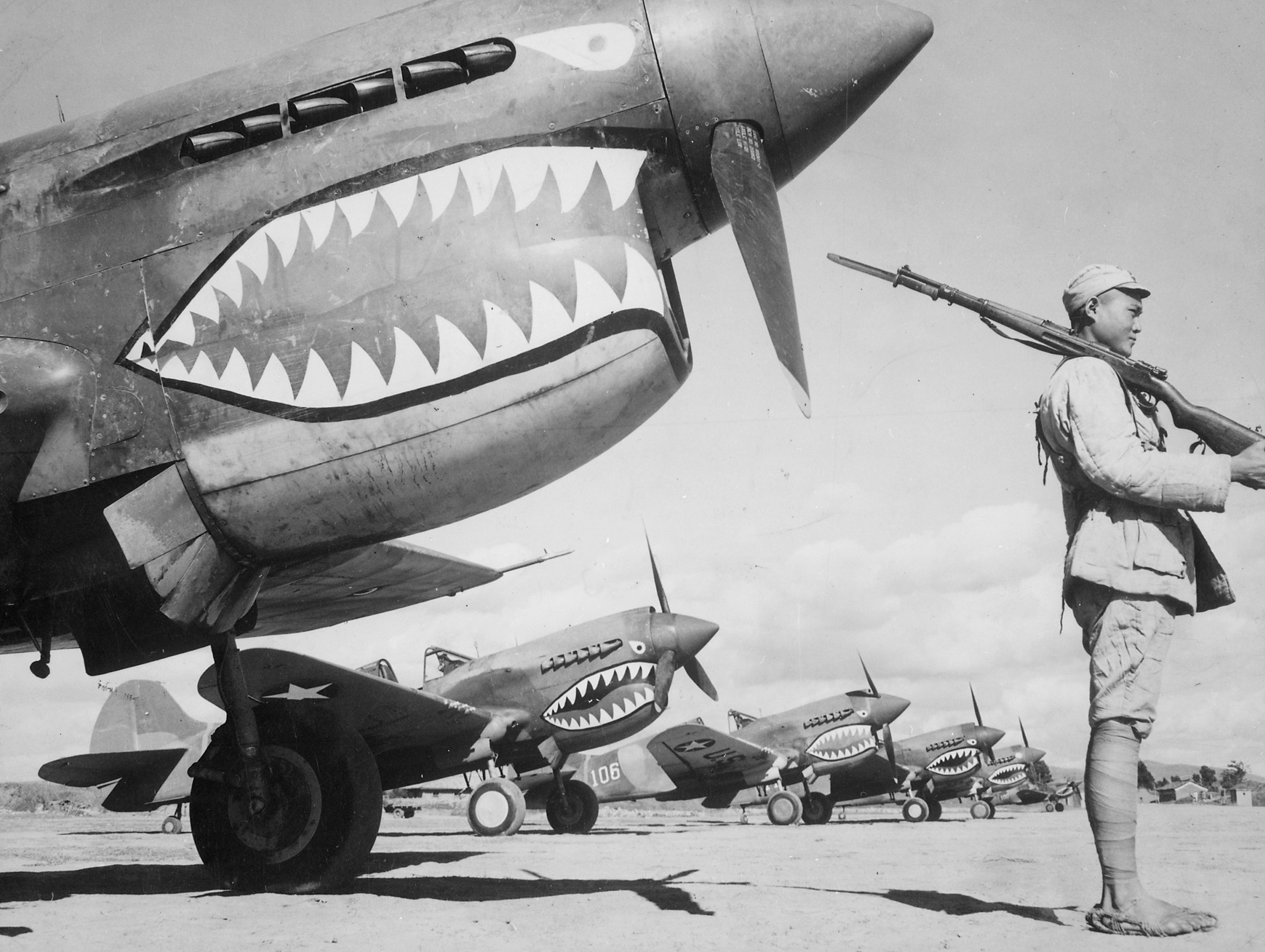
地面由國民革命軍士兵守衛的P-40

中華民國空軍第四大隊正式接收第一批P-40E在1943年初，為數27架；但是在1942年5月時，飛虎隊自美國陸軍處得到一批P-40E，因此在正式接收前四大隊已經從駐華美軍特遣隊處借調少量P-40E型戰機，搭配P-43、P-66等機種運用；改組為美國陸軍駐中國戰場主力的駐華美軍特遣隊最初接收飛虎隊在華裝備，因此自1942年6月開始配備P-40E型，隨後優先換發更新穎的P-40K型。
到1943年下半葉，中華民國空軍戰鬥機隊才逐步全面換裝租借法案提供的P-40K型機作為戰鬥主力；駐華美軍則逐漸更換成成本相差不多，但性能遠超其上的P-51A野馬式，P-40便逐漸退出護航與制空任務。到1944年後，在中國戰場的P-40則大抵以P-40N型為主；雖然到P-40N的飛行性能優勢空域大抵在25,000英呎以下，但缺少高空優勢的日本陸軍戰機對抗時，除了少量如二式單戰·鍾馗與後期的四式戰疾風會較為吃力，大抵還能依靠強橫的防禦力及不弱的機動性取得戰鬥均勢。
和其他戰場相較，中國戰場的P-40需要進行頻率較高的戰術支援任務，包括密接支援與物資破壞等對地任務。原先以空戰為主要任務的P-40，從1942年5月換裝P-40E起大舉改用於對地密接空中支援，標準作戰掛載是攜帶6枚35磅小型炸彈與機載機槍壓制軟性目標；但因中國戰區缺乏重型轟炸機與航空軍火之故，許多P-40實施現地野戰改裝整合國府庫存的俄製、甚至重型炸彈。陳納德所招募的地勤團隊將P-40的炸彈架硬點整合庫存的570磅俄製炸彈與1000磅美製炸彈，使這些不在原廠武裝項目中的掛載成為中國戰場的P-40增配武裝。因此美國駐華空軍第80戰鬥機聯隊甚至有所謂的B-40－專門掛載重型炸彈對日占區橋梁等重要設施發動攻擊的戰鬥攻擊機。
第10航空隊和第14航空隊宣稱運用P-40締造973次空戰勝利，佔戰區空戰勝利的64.8%。在中緬印戰區至少有40位駕駛P-40的美國飛官成為王牌飛行員。

## 使用國家

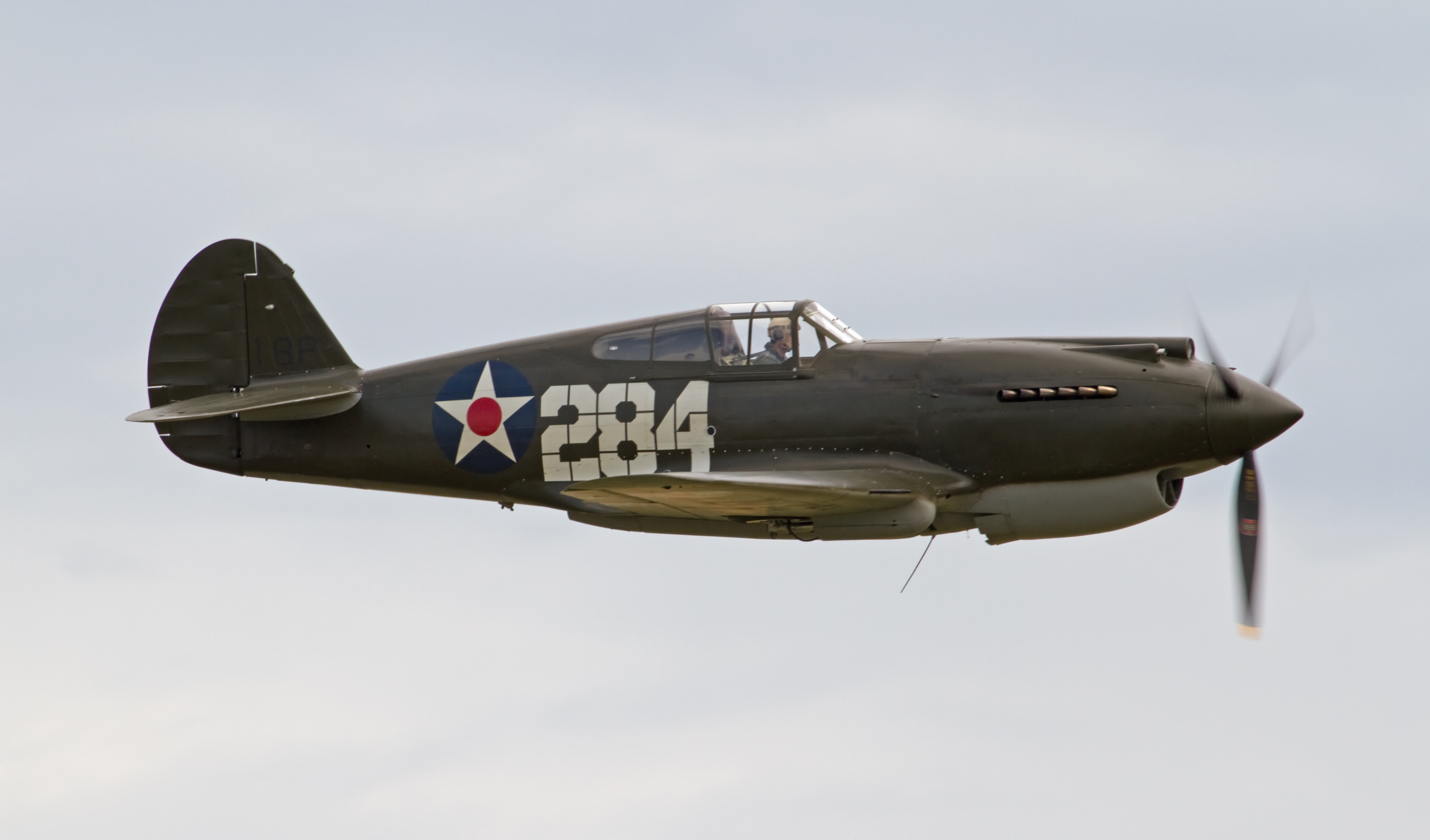
美國陸軍航空軍的P-40

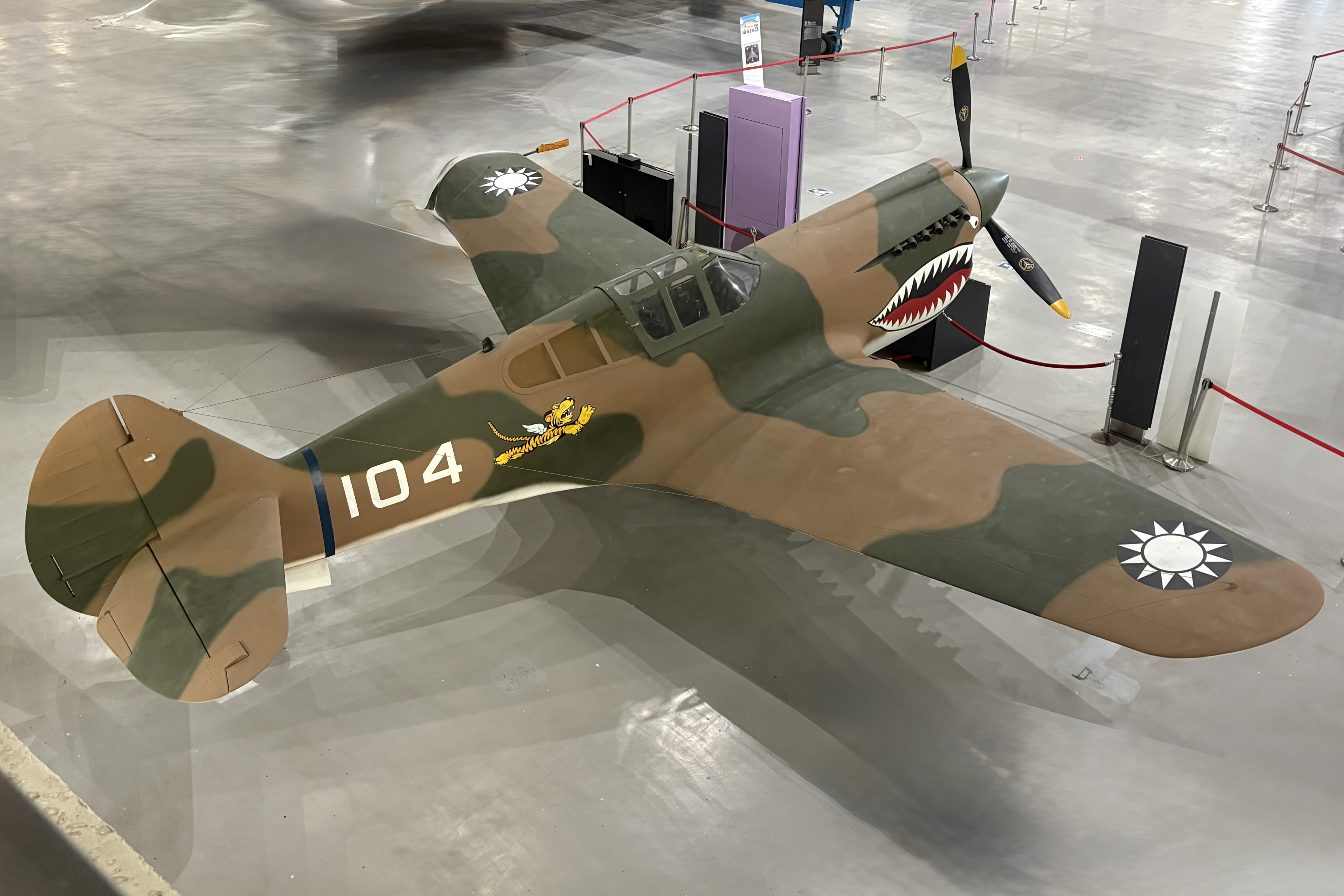
飛虎隊塗裝P-40

澳大利亞皇家空軍
 巴西巴西空軍
 加拿大加拿大皇家空軍
 中華民國中華民國空軍
 埃及埃及皇家空軍
 芬兰芬蘭空軍
芬蘭空軍取得P-40的途徑與日本相同，皆是自戰場擄獲；芬蘭人蒐羅了由蘇聯空軍駕駛墜毀在戰場的P-40戰機，重新組裝出至少1架P-40，現在可考者為P-40M-10-CU、機體編號43-5925；芬蘭空軍編號KH-51。但因為缺乏零件，除了少數測評任務外並沒有實際空戰紀錄。
 法國法國空軍
1942年，因為法國北非殖民地在火炬行動後脫離維琪法國管理，美國陸軍航空隊第33戰鬥機聯隊的P-40F挪用給法國人，編列在GC II/5中隊；隨後該中隊接收了一部分P-40L，主要任務為地中海巡邏。在1944年中，這些P-40統一汰換，由美軍提供P-47D。
 印度尼西亞印尼空軍
 日本
日本在菲律賓、東南亞戰場擄獲了許多被同盟國軍放棄的戰爭物資，尤其在英國逃出緬甸時在仰光等地取得了不少P-40，在1943年時日軍有為數10架以上的P-40E在支援各種任務，在緬甸當地駐紮的飛行第50戰隊曾經有編裝4架P-40E作為防空使用，在1944年後的中國戰場也有擄獲P-40K、P-40N等型號。日本充分利用P-40實施各種任務，包括假想敵作戰測評、支援電影拍攝、提供民間展示等。
 荷蘭荷屬印尼空軍
 新西兰新西蘭皇家空軍
 南非南非空軍
 苏联蘇聯空軍
 土耳其土耳其空軍
 英国英國皇家空軍
 美国美國陸軍航空軍

## 流行文化

### 電子遊戲
- 《戰爭雷霆》
- 《應徵入伍》

## 相關資料
- 飛虎隊
- P-36戰鬥機
- P-35戰鬥機
- P-39戰鬥機
- 零式艦上戰鬥機
- 一式戰鬥機
- 寇蒂斯鷹系列

1942年9月11日P40试飞战机在布法罗工厂坠毁事故 1942年9月11日P40试飞战机在布法罗工厂坠毁事故 （页面存档备份，存于）

## 外部連結
- YouTube上的"Ways of the War Hawk: How to Fly the Curtiss P-40 Fighter (Color, 1944)"